# مارك ترومان
مارك ترومان (بالإنجليزية: Mark Trueman)‏ هو مدرب كرة قدم ولاعب كرة قدم بريطاني في مركز الوسط، ولد في 7 فبراير 1988 في برادفورد في المملكة المتحدة.